# Josef Lausch
Josef Lausch (22. února 1816 Kroměříž – 14. května 1883 Židlochovice) byl rakouský státní úředník a politik německé národnosti z Moravy; poslanec Moravského zemského sněmu.

## Biografie
Působil jako státní úředník. Byl okresním hejtmanem v Židlochovicích. Měl titul místodržitelského rady.
Zapojil se i do vysoké politiky. Už během revolučního roku 1848 byl v zemských volbách roku 1848 zvolen na Moravský zemský sněm, kde zastupoval kurii korporací a měst v držení velkostatků. Šlo o manské statky Petrovice a Véska. Na sněmu patřil k německé liberální levici.
Do politiky se vrátil po obnovení ústavního systému vlády. V zemských volbách 1861 se opět stal poslancem Moravského zemského sněmu, za kurii venkovských obcí, obvod Hustopeče, Břeclav, Židlochovice atd. Rezignoval roku 1866. Na sněmu se zpočátku výrazněji neprojevoval. V letech 1862–1864 se vyjadřoval k školským a církevním otázkám.
Zemřel v květnu 1883.